# دهستان عزیزآباد
دهستان عزیزآباد، یکی از دهستان‌های بخش مرکزی شهرستان نرماشیر در استان کرمان ایران است. مرکز این دهستان، روستای ده وسط است.

## جمعیت
بر پایه سرشماری عمومی نفوس و مسکن در سال ۱۳۹۵، جمعیت دهستان عزیزآباد برابر با ۲۰٬۲۲۶ نفر بوده‌است.